# Phiwe Sigwili
Phiwe Sigwili (17 de abril de 1975 – 22 de enero de 2013) fue un futbolista profesional sudafricano que jugaba en la demarcación de Defensa.

## Carrera
Sigwili capitaneó al AmaZulu FC en la temporada de su debut, la 2006-07 cuando el club tenía en sus filas a John ‘Shoes’ Moshoeu y a Bennett Chenene. Jugó 19 partidos en todas las competiciones en esa temporada, pero fue puesto en libertad en 2010, por lo que quedó sin club. El mismo año fichó por el Nathi Lions, equipo en el que se retiró.
El exdelantero de la Premier Soccer League de Sudáfrica Ishmael Maluleke, quien jugó con Sigwili en el AmaZulu, también conocido como Zulu Royals actualmente y en el Nathi Lions, describió a Ishmael como una persona humilde:

Fue una gran persona… verdaderamente una gran persona. Espero que su alma descanse en paz

Sigwili, que tenía 37 años cuando falleció, también jugó para Maritzburg City y Premier United.

## Muerte
Sigwili falleció el 22 de enero de 2013 a la edad de 37 años.

## Clubes
| Club        | País      | Año         |
| ----------- | --------- | ----------- |
| AmaZulu FC  | Sudáfrica | 2006 - 2010 |
| Nathi Lions | Sudáfrica | 2010 - 2011 |